# Antònia Febrer Santandreu
Antonia Febrer Santandreu (Manacor, Mallorca, 24 de gener de 1973) és una política mallorquina, diputada al Congrés dels Diputats en la VII Legislatura
És diplomada en Ciències Empresarials i va obtenir un màster en sistemes impositiu i procediment tributari. Ha treballat com a administrativa a Fomento de Construcciones y Contratas (FCC) i en el Col·legi Oficial d'Arquitectes de les Illes Balears. El 1994 es va afiliar a les Noves Generacions, joventuts del Partit Popular, de les que n'ha estat secretària de la secció de Manacor. A les eleccions generals espanyoles de 2000 fou escollida diputada per Mallorca i ha estat vocal de la Comissió d'Educació, Cultura i Esport, de la Comissió d'Economia i Hisenda i de la Comissió de Ciència i Tecnologia.